# LFX488
LFX488（エルエフエックスよんはちはち）は、過去にBSデジタル放送でBSフジが放送していた、BSデジタル音声放送のチャンネル。ニッポン放送が制作を担当。

## 概要
当初は、BSデジタル放送が持つ機能を最大限に活かしたオリジナル番組、ニッポン放送番組のサイマル放送、ニッポン放送の過去の名番組の再放送、生放送番組の昼夜逆転編成（時差放送）を柱として、編成を行っていた。しかし当時はBSデジタル放送受信設備の普及率も、BSデジタルラジオの認知度も低かったため、2002年10月以降はオリジナル番組のみの編成となり、番組数も縮小された。
国の方針により、今後地上デジタルテレビジョン放送・地上デジタルラジオ放送の普及を推進する方針が決まったことから、LFX488は2006年3月31日をもって放送を終了した。
なお2006年4月3日より、LFX488の番組をほぼそのままインターネット放送化したデジタルステーションLFX mudigiが開始した。そのLFX mudigiも2007年4月2日からはSuono Dolceに移行し、ドメイン「LFX.JP」も失効した。

## チャンネル名の由来
LFはニッポン放送のコールサインであるJOLFの略称、488はBSデジタル放送のチャンネル番号を意味する。
Xは、高品位・高音質の“EXCELLENT”、音声に付加された映像・文字情報の“EXTRA”、全国放送の“EXTENSIVE”、独自コンテンツの“EXCLUSIVE”の4つの意味を持つ。
正式決定される前につけられた仮称は、LF+488。

## LFX488開局日の放送内容
2000年12月1日11時放送開始。開局記念特別番組は、元ラジオパーソナリティの亀渕昭信社長（当時）と、入社1年目であった増田みのりアナウンサーが、番組を担当した。当日の「高田文夫のラジオビバリー昼ズ」で高田文夫が語ったところによると、番組は亀渕の第一声で始まったという。19時50分からは｢高峰秀子ラジオドラマ集｣（昭和31年制作）を放送。

## LFX488閉局日の放送内容
2006年3月31日21:00をもってLFX488が閉局となるため、締めくくりとして3月31日に『ブロードバンド!ニッポン BSデジタルLFX488最終回スペシャル ニッポン全国ヨッ!お疲れさん　～春・卒業そして旅立ち～』が放送された。パーソナリティはうえやなぎまさひこアナウンサー・飯田浩司アナウンサーが勤め、LFX488に関わった多くのニッポン放送アナウンサーが登場した（垣花正アナウンサー、小口絵理子元アナウンサーらは登場せず）。時間は平常のブロードバンド!ニッポンと同じ18:00～21:00に放送され、この番組の終了と同時にLFX488は閉局された。
その後、終了のお知らせが出ていた。
なお、この番組で吉田尚記アナウンサーは第一子が誕生したことを公の場で初めて報告した。

## 主な番組
- オリジナル番組
  - あなたのジュークボックス（月～金 10:00～14:00,21:00～23:00 土・日 10:00～14:00,17:00～20:00）
  - サンデー蔵出しアナログ盤アワー（月～金 14:00～17:00・再放送）
  - THE MUSIC CRUISE（月～日 17:00～18:00 火・水曜日を除く）
  - ニッポン全国ヨッ!お疲れさん!（月～金 17:00～20:00）→ ブロードバンド!ニッポン（月～金 18:00～21:00　火・水 17:00～18:00　土・日14:00～17:00）
  - PASSAGE～誰も知らない散歩みち～（金曜日 17：00～18：00　再放送：日曜日20：30～21：30　NTTドコモのM-stage visualでも配信[1]）
  - 塚越孝のハッピー・ゴー・ラッキー（土曜日 12:00～13:00）
  - 社員ニング サタデー・ライブ（土曜日 13:00～15:00）
  - 稲葉ノブタカのくりっくリクエスト！音楽大辞典
  - 香瑠鼓の踊る！よん・ぱっ・ぱっ！
  - 辻よしなりのサタデーミックスでじたぶる
  - 福永一茂LF+Rスーパーディスクコレクション
  - 増田みのりのラン²！ランチで修行中！
  - 大瀧詠一のスピーチ・バルーン
  - デジタル・チャリティー・ミュージックソン（毎年12/23 12:00～12/24 12:00）（※地上波ラジオ・チャリティー・ミュージックソンとのリレー番組）

- サイマル放送・時差放送番組
  - 高嶋ひでたけのお早よう!中年探偵団（月～金 20:00～20:30)
  - トキちゃんの今日もいい朝!歌謡曲!!（月～金 20:30～21:00・日曜日 15:00～17:30）
  - 高田文夫のラジオビバリー昼ズ（月～金 21:00～23:00）
  - allnightnippon SUPER!（月～金 22:00～24:00）
  - テリーとうえちゃんのってけラジオ（月～金 23:00～24:00）
  - 鶴光の噂のゴールデンアワー（月～金 24:00～25:00）
  - トキちゃんの今日もいい朝!はじまるよ!!（土曜日 15:00～16:30）
  - お願い!DJ!克也とのりちゃんはっぴぃウィークエンド（土曜日 17:00～19:00）
  - ゴッドアフタヌーン アッコのいいかげんに1000回（土曜日 19:00～20:30）
  - テレフォン人生相談（土曜日 19:30～22:00）
  - 赤坂泰彦のサタデーリクエストバトル（土曜日 22:00～23:00）
  - 塚越孝の土曜ニュースアドベンチャー（日曜日 17:30～18:00）
  - 哲ちゃんの日曜はEよ！（日曜日 18:00～19:00）
  - イルカのミュージックハーモニー（日曜日 19:00～20:30）
  - 裕司と雅子のガバッといただき!!60分！（日曜日 20:30～21:30）